# Seychellparakit
Seychellparakit (Psittacula wardi) är en utdöd fågel i familjen östpapegojor inom ordningen papegojfåglar.

## Utbredning och status
Den förekom tidigare i Seychellerna men är försvunnen och rapporterades senast år 1900. IUCN kategoriserar arten som utdöd.

## Namn
Fågelns vetenskapliga artnamn hedrar Swinburne Ward (1830-1877), brittisk civilkommissarie i Seychellerna 1862-1868.